# Internationaal Verdrag betreffende de normen voor zeevarenden inzake opleiding, diplomering en wachtdienst
Het Internationaal Verdrag betreffende de normen voor zeevarenden inzake opleiding, diplomering en wachtdienst (International Convention on Standards of Training, Certification and Watchkeeping for Seafarers, STCW-verdrag) is een internationaal verdrag over de minimale eisen waaraan zeevarenden op koopvaardijschepen moeten voldoen qua training, certificatie en wachtlopen. Het is tot stand is gekomen door de IMO en het eerste verdrag werd opgesteld in 1978. Voordat het verdrag tot stand was gekomen werden de standaarden door de landen zelf bepaald waardoor de kwaliteit van zeevarenden onderling sterk verschilden. Naast het verdrag is er sinds 1995 de STCW-code die de bepalingen uit het verdrag nader specificeert. De twee worden uitgegeven in een band. In dat jaar werd ook het STCW-F-verdrag afgesloten, specifiek voor de visserij.
Het STCW-verdrag stelt eisen aan de opleiding, de certificeren en het wachtlopen, maar omdat het verdrag de minimale eisen beschrijft zijn de landen wel vrij om strengere eisen te stellen aan de zeevarenden. Verder gaat het verdrag alleen over de kwaliteit van de bemanning en niet over het aantal bemanningsleden op een schip; dit wordt behandeld in het SOLAS-verdrag. Het verdrag is van toepassing op schepen van vlagstaten die het verdrag ondertekend hebben en zelfs voor schepen uit niet vlagstaten die wel een verdragsland aandoen. In het verdrag is namelijk een artikel opgenomen waarin deze regel is opgenomen waardoor er geen onderscheid meer bestaat tussen vlagstaten. Dit zorgde er onder andere voor dat het verdrag wereldwijd geaccepteerd wordt en het door 144 landen ondertekend is, wat 98,5% van de wereldtonnage is. 

## Herziening van 1995
In 1995 heeft men het verdrag grondig herzien: vage zinsdelen werden verwijderd of herschreven, het werd aangepast aan de tijd, er werden implementatieverplichtingen voor de verdraglanden in opgenomen en het verdrag werd verdeeld in een verdrag en een code. Met dat laatste is het verdrag het raamwerk en de code de uitvoering ervan. Aanpassingen in de code zijn hiermee makkelijker in te voeren zonder het moeten houden van een officiële conventie. De code bestaat uit twee delen, deel A en deel B, waarvan deel A verplicht is en deel B sterk aanbevolen. In deel A staan de minimale eisen die gesteld worden en deel B bevat aanvullingen hierop. Het nieuwe verdrag, na de wijziging ook wel STCW'95-verdrag genoemd, werd in 1997 van kracht, maar men kreeg tot 2002 de tijd om de vaarbevoegdheidsbewijzen aan te passen en de zeevarenden dus ook bij te scholen indien dat nodig was.

## Hoofdstukken
De twee delen hebben allebei dezelfde hoofdstukindeling:
1. General provisions
2. Master and deck department
3. Engine department
4. Radiocommunication and radio personnel
5. Special training requirements for personnel on certain types of ships
6. Emergency, occupational safety, medical care and survival functions
7. Alternative certification
8. Watchkeeping

## Belangrijke elementen
- verantwoordelijkheid van de overheid: deelnemers aan het verdrag zijn verplicht het verdrag op te nemen in de nationale wetgeving. Daarnaast moeten de deelnemers gegevens met betrekking tot deze implementatie opsturen naar de IMO die vaststelt of het verdrag volledig en effectief is opgenomen in de nationale wetgeving. Als dit het geval is wordt het land op de lijst met geaccepteerde landen geplaatst, de zogenaamde White List (Witte lijst).
- White List: landen op de White List mogen geen zeevarenden aannemen van landen die niet op deze lijst staan, tenzij de zeevarende een getuigschrift kan overhandigen van de vlagstaat van herkomst. Schepen van vlagstaten die niet op de White List staan worden vaker bezocht door de havenstaatcontrole.
- handhaving: de handhaving van het STCW-verdrag moet uitgevoerd worden door de inspectiedienst van de deelnemende landen, de Port State Control of havenstaatcontrole.
- scheepsfamiliarisatie: zeevarenden moeten vertrouwd raken met zijn specifieke taken en met alle relevante scheepsuitrusting, procedures en scheepskarakteristieken die relevant zijn voor hun dagelijks werkzaamheden en taken tijdens noodsituaties. Hiervoor wordt een bemanningslid aangewezen die hier verantwoordelijk voor is.
- wachtlopen: in het verdrag staat dat er wachtschema's opgehangen moeten worden op het schip dat voor iedereen te lezen is en verder moet men uitgerust zijn voordat men met de wacht begint.